# Ae (digramme)
Cette page contient des caractères spéciaux ou non latins. S’ils s’affichent mal (▯, ?, etc.), consultez la page d’aide Unicode.
Pour les articles homonymes, voir AE.
Ae (minuscule ae) est un digramme de l'alphabet latin composé d'un A et d'un E. Il ne doit pas être confondu avec la ligature Æ.

## Linguistique
- En latin, le digramme « ae » correspond généralement à la diphtongue [ai] en latin classique, monophtonguée en [ɛ] en latin vulgaire.
- En néerlandais, il a longtemps noté la voyelle tendue [a(ː)] avant d'être remplacé par aa dans l'orthographe moderne. L'ancien usage persiste cependant dans de très nombreux noms propres ainsi que dans la graphie du flamand français.
- En anglais, il correspond généralement à [iː].
- En gallois, il note une diphtongue prononcée [ɑ(ː)ɨ] au nord du Pays de Galles et [ai] au centre et au sud.
- En breton, selon l'accent local, il peut noter la voyelle [ɛ] ou les diphtongues [ae] ou [ea] (celle-ci en breton léonard).
- En estonien, il note la diphtongue [ae].
- En zhuang, il correspond généralement à [a].
- En irlandais, il représente le son [eː] entre deux consonnes vélarisées.

## Représentation informatique
Comme la majorité des digrammes, il n'existe aucun encodage de ‹ ae › sous un seul signe, il est toujours réalisé en accolant un A et un E.

### Unicode
Les caractères Unicode utilisables pour former ce digramme sont :
- Capitale AE : U+0041 U+0045
- Majuscule Ae : U+0041 U+0065
- Minuscule ae : U+0061 U+0065